# Круликовский, Юзеф-Францишек
Юзеф-Францишек Круликовский (пол. Józef Franciszek Królikowski; 1781, Королевство Галиции и Лодомерии Габсбургская монархия — 1839, Варшава, Царство Польское, Российская империя) — польский юрист, педагог, писатель, поэт, языковед, редактор, теоретик и историк литературы. Доктор философии.

## Биография
Изучал право во Львовском университете до 1803 года.
До 1808 года работал судьёй Бережанского округа. В 1814—1816 годах — президент города Радом, затем преподавал польский язык и литературу в гимназии в городе Познань, затем редактировал журналы в Познани.
В конце 1820-х — 1833 был инспектором школ в Варшаве.
Умер в нищете в Варшаве, похоронен на кладбище Старые Повонзки.
Отец Яна Круликовского, известного варшавского актёра и режиссёра.

## Награды
- Орден Святого Станислава (Польша) (1816)

## Избранные произведения
- Suflerois, czyli wojna piór uczonych. Poema rycersko-żartobliwe w 5 aktach, «Pamiętnik Warszawski» т. 7 (1817)
- Rozprawa o śpiewach polskich z muzyką, do rozszerzenia tej nauki w kraju naszym bardzo użytecznych, i o zastosowaniu poezji do muzyki (1817—1818)
- O pięknościach języka polskiego pod względem dramatycznym i o potrzebie jego doskonalenia, Познань (1820)
- Prozodia polska, czyli o śpiewności i miarach języka polskiego, z przykładami w nutach muzycznych, Познань (1821)
- Wzory estetyczne poezji polskiej w pięknościach pierwszych mistrzów naszych, z przytoczeniem teorii wystawione, Познань (1826)